# قهرمان‌لی، بیلقان (۲)
قهرمان‌لی (به لاتین: Kagramanly) یک منطقه مسکونی در جمهوری آذربایجان است که در شهرستان بیلقان واقع شده است.